# 로카 피엘
《로카 피엘》(스페인어: Loca piel)는 1996년 방영된 칠레의 텔레노벨라이다.